# Sisowath Monivong
Sisowath Monivong (Khmer: ស៊ីសុវត្ថិ មុនីវង្ស) (Phnom Penh 27 december 1875 - Kampot, 23 april 1927) was van 9 augustus 1927 tot zijn overlijden op 23 april 1941 koning van Cambodja. Hij was de zoon van koning Sisowath I die van 1904 tot 1927 overleed Cambodja regeerde. Hij was de laatste koning uit het Huis van Sisowath.

## Biografie
Hij werd op 27 september 1875 geboren in de hoofdstad Phnom Penh als tiende zoon van prins Sisowath - de latere koning - en een van zijn vrouwen, die de naam Anak Munang Varni droeg. Bij zijn geboorte regeerde zijn oom, koning Norodom, over Cambodja, maar diens macht was door de Fransen, die een protectoraat over het land hadden gevestigd, sterk ingeperkt. Sisowath Moninvong ontving een militaire opleiding aan de krijgsschool van Saint-Maixent, Frankrijk. Van 1893 tot 1905 was hij adjudant van koning Norodom, en hoofd van het hofhouding van 1905 tot 1906, om vervolgens in actieve militaire dienst te treden van het Franse leger met de rang van onderluitenant. Hij diende onder meer in het Franse Vreemdelingenlegioen in Algerije. Hij bereikt achtereenvolgens de rang van luitenant (1910), kapitein (1916) en majoor (1922). In 1922 nam hij ontslag uit het Franse leger en was tot het overlijden van zijn vader, koning Sisowath, diens adjudant
Omdat de beide ooms van en zijn oudere broer, prins Essaravong, in 1904 kwamen te overlijden, werd Sisowath Monivong aangewezen als kroonprins. Bij het overlijden van zijn vader, koning Sisowath, op 9 augustus 1927, volgde hij deze direct op. Zijn kroning vond op 28 juli 1928 plaats. Als koning bezat hij geen werkelijke macht, de echte macht werd namelijk uitgeoefend door de Franse resident-generaal. 
Na de Franse nederlaag tegen Duitsland in juni 1940 kwam het zuidoosten van het land onder het bestuur van Vichy-Frankrijk onder leiding van de oude maarschalk Philippe Pétain. Alle Franse koloniën en protectoraten, waaronder Cambodja, kwamen onder het gezag van Vichy-Frankrijk. Japan bezette echter in de loop van 1941 Frans-Indochina, waar ook Cambodja toe behoorde. Het Franse bestuur werd door de Japanners echter intact gelaten. Gedurende de Japanse bezetting overleed koning Sisowath Monipong op 23 april 1941 in het luxueuze resort Station d'altitude de Bokor, Nationaal park Preah Monivong, Kampot op 65-jarige leeftijd.
Na de dood van de koning waren er twee kandidaten die in aanmerking kwamen voor de troon (formeel is Cambodja een kiesmonarchie): prins Sisowath Monireth (1909-1975), zoon van Sisowath Monivong en prins Norodom Sihanouk (1922-2012), kleinzoon van de overledene. De Fransen verkozen Norodom Sihanouk boven Sisowath Morineth (de suggestie werd gewekt alsof het hof tot deze keuze kwam, en niet de Franse kolonisator) en hij werd op 24 april 1941 koning van Cambodja.

## Persoonlijk
Koning Sisowath Monivong was getrouwd met ten minste 7 officiële vrouwen, maar hij had de nodige bijvrouwen (concubines). Zijn belangrijkste vrouw was evenwel prinses Norodom Kanviman Norleak Tevi uit het Huis van Norodom. Zij overleed ruim vijftien jaar voordat Monivong de troon besteeg. Zij was onder andere de moeder van de prinsen Sisowath Monireth (1909-1975), troonpretendent en minister-president (1945-1946) en Sisowath Monipong (1912-1956), minister-president (1950-1951) en van de latere koningin Sisowath Kossamak (1904-1975).

## Afbeeldingen

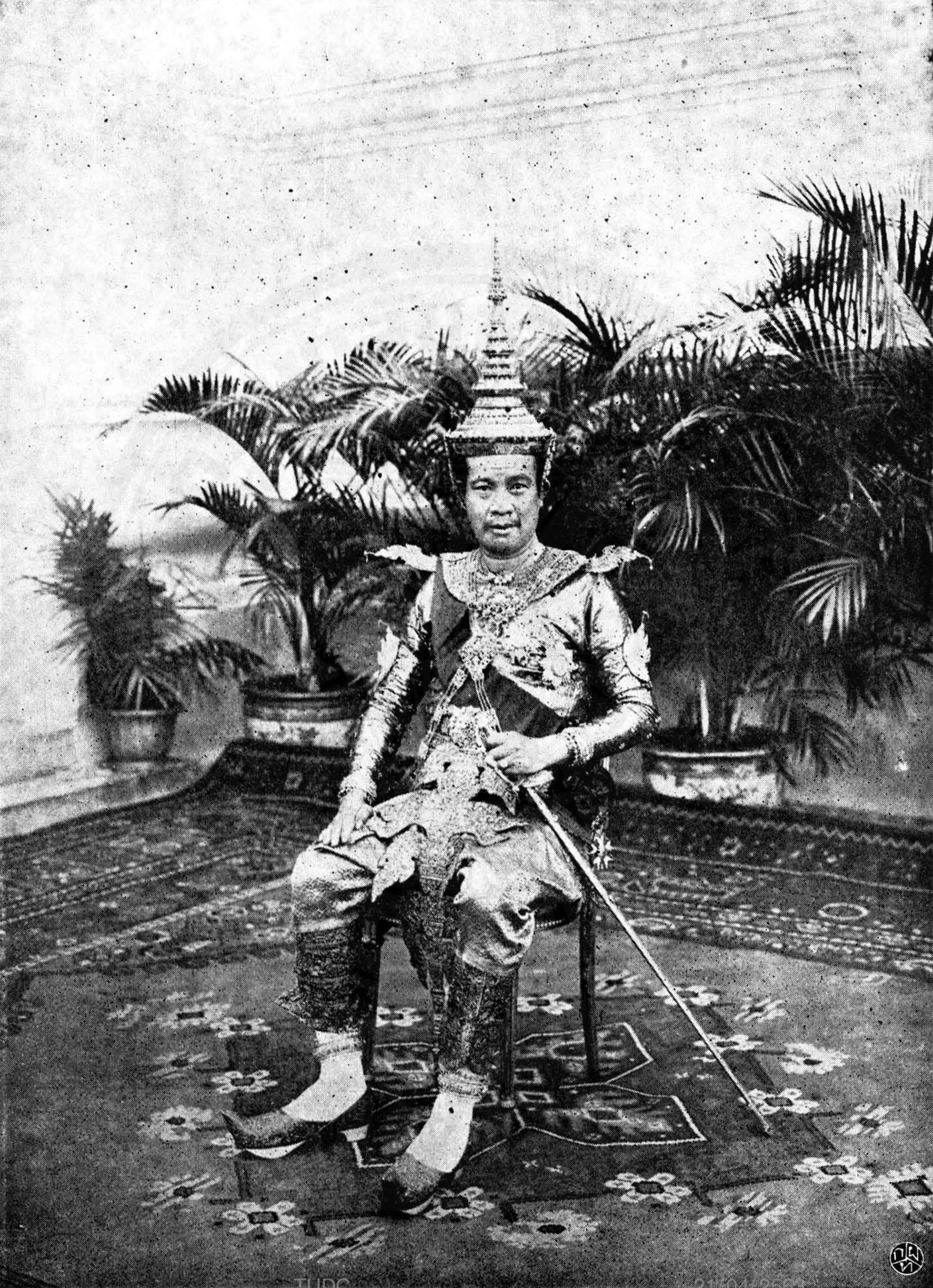
Foto gemaakt tijdens de kroningsplechtigheid van Sisowath Monivong
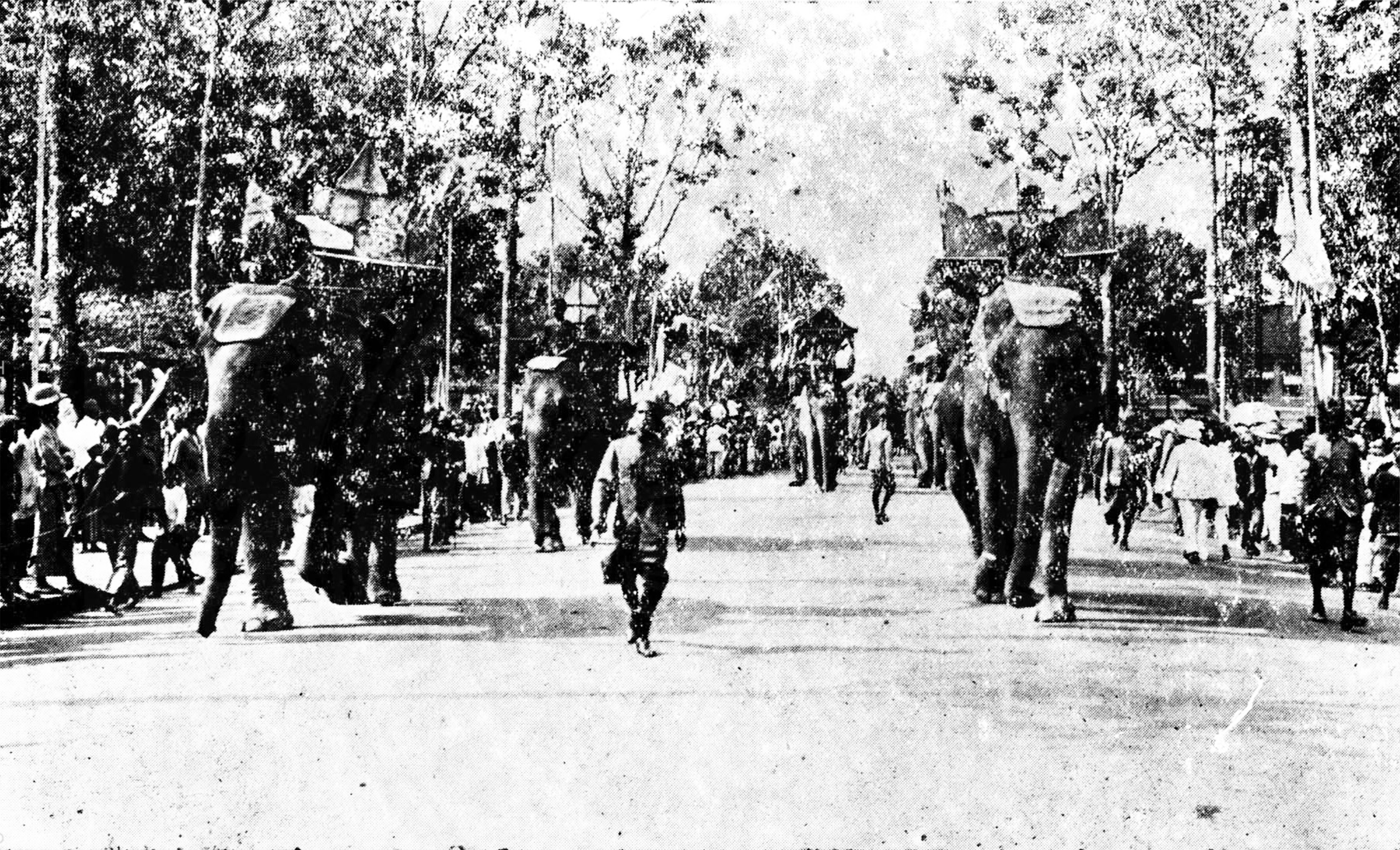
De koninklijke stoet trekt na de kroning door Phnom Penh